# Luigi Vaccaro
Luigi Vaccaro (Luik, 26 maart 1991) is een Belgische voetballer die speelt bij URSL Visé.

## Carrière
Vaccaro kwam in Tweede klasse uit voor KAS Eupen, CS Visé en Seraing United. In 2015 wierf eersteklasser Royal Mouscron-Péruwelz hem aan. Onder Čedomir Janevski kwam Vaccaro nog veel aan spelen toe, maar na de komst van Glen De Boeck slonken zijn speelkansen. In september 2016 werd zijn contract dan ook ontbonden. Vaccaro weigerde vervolgens een aanbod van Sporting Kansas City.
Na een jaar zonder club gezeten te hebben, sloot Vaccaro zich in de zomer van 2017 aan bij RE Virton. Na één seizoen verhuisde hij naar URSL Visé, de voortzetting van zijn ex-club CS Visé die in 2015 failliet was gegaan.

## Statistieken
| seizoen | club                    | land   | competitie             | wed. | goals |
| ------- | ----------------------- | ------ | ---------------------- | ---- | ----- |
| 2011/12 | KAS Eupen               | België | Tweede Klasse          | 3    | 0     |
| 2012/13 | KAS Eupen               | België | Tweede klasse          | 31   | 1     |
| 2013/14 | CS Visé                 | België | Tweede klasse          | 26   | 2     |
| 2014/15 | Seraing United          | België | Tweede klasse          | 20   | 1     |
| 2015/16 | Royal Mouscron-Péruwelz | België | Eerste klasse          | 19   | 2     |
| 2017/18 | RE Virton               | België | Eerste klasse amateurs | 27   | 2     |
| 2018/19 | URSL Visé               | België | Tweede klasse amateurs |      |       |
|         |                         |        | Totaal                 | 126  | 8     |

Bijgewerkt op 6 augustus 2018